# Juan Castillo
Juan Mauricio Castillo (La Serena, 29 oktober 1970) is een voormalig profvoetballer uit Chili, die speelde als aanvaller.

## Clubcarrière
Castillo speelde clubvoetbal in Chili, voor achtereenvolgens CD La Serena, Unión Española, Colo-Colo, Unión Española, Deportes Temuco, Club Deportes Iquique, Coquimbo Unido. Hij beëindigde zijn loopbaan in 2001.

## Interlandcarrière
Castillo speelde zes officiële interlands voor Chili in de periode 1993-1997, en scoorde één keer voor de nationale ploeg. Hij maakte zijn debuut in de vriendschappelijke thuiswedstrijd tegen Bolivia (2-1) op 31 maart 1993 in Arica, net als doelman Marcelo Ramírez. Castillo nam met Chili deel aan twee edities van de Copa América (1993 en 1997).
| Interlanddoelpunt | Interlanddoelpunt | Interlanddoelpunt | Interlanddoelpunt | Interlanddoelpunt | Interlanddoelpunt | Interlanddoelpunt | Interlanddoelpunt |
| #                 | Datum             | Locatie           | Wedstrijd         | Goal(s)           | Score             | Uitslag           | Wedstrijd         |
| ----------------- | ----------------- | ----------------- | ----------------- | ----------------- | ----------------- | ----------------- | ----------------- |
| 1                 | 13/06/1993        | La Paz            | Bolivia – Chili   | 56'               | 1 – 3             | 1 – 3             | Oefeninterland    |

## Erelijst
Colo-Colo
- Primera División de Chile

1993
- Copa Chile

1994